# 스퀘어댄스

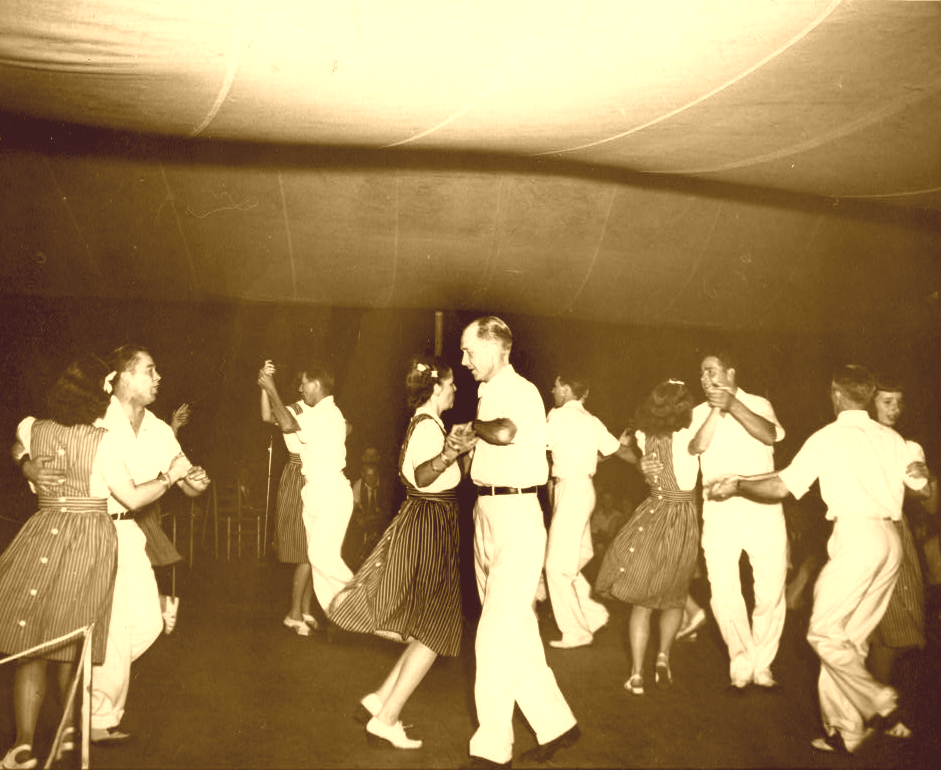
스퀘어댄스

스퀘어댄스(Square dance)는 4쌍의 커플이 1세트로 되어 콜러(caller)의 지시에 따라 추는 춤이다. 발상지는 미국으로, 영국의 컨트리 댄스, 프랑스의 카드리유 등의 유파를 이어받았다고 생각된다.